# Vita di Cavour
Vita di Cavour è uno sceneggiato televisivo Rai trasmesso dal 5 al 26 marzo 1967, dedicato alla vita di Camillo Benso Conte di Cavour.
Lo sceneggiato è stato diretto da Piero Schivazappa, su sceneggiatura di Giorgio Prosperi, con la consulenza del professor Carlo Pischedda dell'Università di Torino. Veniva trasmessa nella prima serata di domenica dall'allora Programma nazionale.
Gli ascolti, certificati dal Servizio Opinioni della Rai, sono stati di 11,8 milioni di telespettatori medi per puntata.
Prosperi completava con questo sceneggiato la trilogia di Vite dedicate a grandi della storia - oltre a Vita di Cavour, Vita di Michelangelo, del 1964, e Vita di Dante, del 1965 - curata da Angelo Guglielmi.

## Storia
Vita di Cavour, prodotto in un periodo di grande fortuna per lo sceneggiato televisivo italiano che poteva contare su numerosi attori specialisti del genere (molti di loro provenienti dal teatro) costituiva una sorta di ideale seguito di un altro noto sceneggiato televisivo di quegli anni, Ottocento, trasmesso nel 1959 in vista delle celebrazioni per il centenario dell'Unità d'Italia, che ricorreva nel 1961.
La vita dello statista piemontese - impersonato dall'attore Renzo Palmer - era seguita passo a passo dall'infanzia fino alla morte, sopraggiunta a cinquantuno anni di età e poco dopo che si era realizzato il suo sogno di un'Italia unita e guidata dai regnanti di casa Savoia. Giovane ufficiale del Genio del Piemonte, tecnico ed ideatore di innovazioni nel campo dell'agricoltura, presidente del Consiglio a quarantadue anni nel 1852, si trovò ad affrontare il banco di prova della Guerra di Crimea e il nodo altrettanto spinoso della cosiddetta questione romana.
La miniserie di Schivazappa non trascura tuttavia la parte più intimista e romantica della vita di Cavour: quella riguardante la sua relazione sentimentale giovanile con una nobildonna genovese - Anna "Nina" Giustiniani - testimoniata da un rapporto epistolare consolidato.

## Cast
Oltre a Renzo Palmer, nel ruolo principale, il cast  comprendeva un nutrito numero di attori di estrazione teatrale, fra cui:
- Corrado Annicelli (Macchi)
- Aldo Barberito (il vicario di Polizia)
- Marisa Belli (Bianca Ronzani)
- Marcello Bonini (Alessandro Bixio)
- Roberto Bruni (il dottor Pantaleoni)
- Manlio Busoni (il generale Fanti)
- Calisto Calisti (padre Giacomo)
- Eugenio Cappabianca (il vecchio De La Rive)
- Luigi Casellato (Isacco Artom)
- Alfredo Censi (il cameriere di Cavour)
- Mario Chiocchio (il marchese Giustiniani)
- Mico Cundari (Gustavo)
- Franca Dominici (prima dama)
- Gino Donato (Castelli)
- Piera Degli Esposti (lavandaia)
- Vittorio Duse (secondo ministro)
- Mario Ferrari (Hubner)
- Adolfo Geri (Massimo d'Azeglio)
- Anna Maria Gherardi (Teresa)
- Maddalena Gillia (Clotilde di Savoia)
- Renato Lupi (Urbano Rattazzi)
- Michele Malaspina (Michele Benso di Cavour)
- Maria Grazia Marescalchi (Anna Giustiniani)
- Aldo Massasso (telegrafista)
- Gilberto Mazzi (Villamarina)
- Diego Michelotti (Nino Bixio)
- Armando Migliari (il sindaco)
- Carlo Reali (il segretario dell'Ambasciata di Francia)
- Gigi Reder (Bertani)
- Gianni Solaro (terzo ministro)
- Francesco Sormano (il generale La Marmora)
- Claudio Sorrentino (Augusto)
- Edoardo Toniolo (Lanza)
- Silvano Tranquilli (un colonnello del Re)
- Loris Zanchi (Luigi Carlo Farini)
- Loris Loddi (Camillo bambino)
- Renato Montalbano

## Critica
Secondo la scheda che al lavoro di Schivazappa dedica l'Enciclopedia della televisione, un merito che va riconosciuto al teleromanzo è quello di non scadere nella "storia romanzata" fine a se stessa ma di aver saputo attingere a fonti storiche in grado di garantire una credibilità di fondo al progetto televisivo, con la produzione di documenti d'epoca e scritti e discorsi ufficiali di Cavour tratti da atti parlamentari.
Una menzione sul piano della recitazione viene riservata, oltre a Palmer/Cavour, a Sergio Graziani nella parte di Napoleone III e a Glauco Onorato nei panni di Giuseppe Garibaldi, eroe dei due Mondi, qui impegnato alla testa dei suoi garibaldini impegnati nella spedizione dei Mille.